# Gare de Brigue
Ne doit pas être confondu avec Gare de Brig Bahnhofplatz.
La gare de Brigue (ou Brig en allemand) est une gare ferroviaire située à Brigue en Suisse.
Plus de 400 trains passent chaque jour sur cet important nœud ferroviaire.

## Situation ferroviaire
Brigue est un important nœud ferroviaire, plus de 400 trains y passent chaque jour. Elle est l'une des plus importantes gares du canton du Valais. Située dans la partie alémanique du canton, cette gare établit la connexion entre la ligne provenant du Léman (ligne du Simplon), la ligne du Lötschberg, le tunnel de base du Lötschberg et le tunnel du Simplon.
La gare de Brigue ne concerne que la partie exploitée par les CFF et le BLS en voie normale. Le trafic par voie métrique vers Zermatt ou Andermatt circule quant à lui via la gare de Brig Bahnhofplatz.

## Histoire

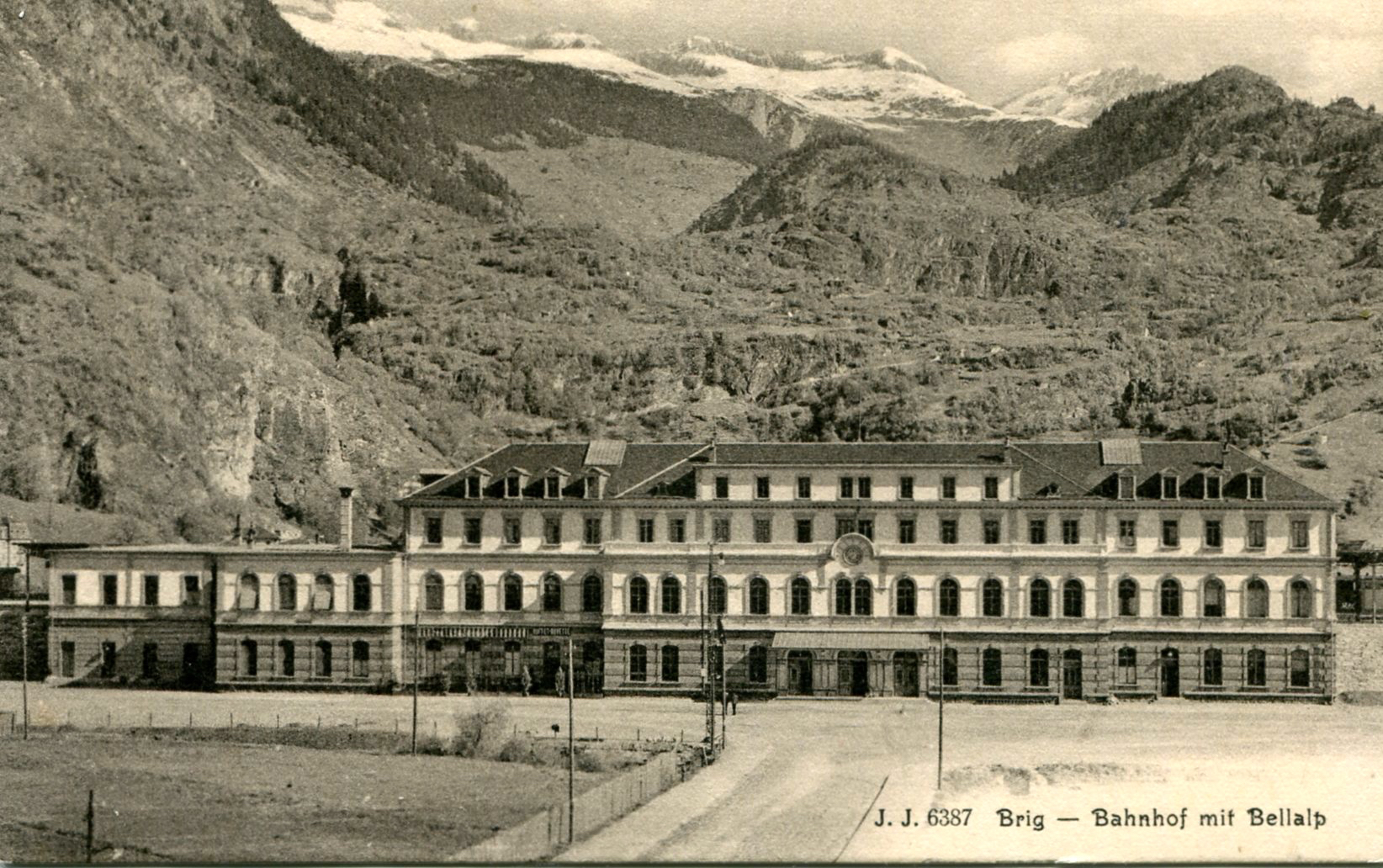
La gare de Brigue vers 1906.

L'inauguration de la ligne de chemin de fer arrivant en gare Brigue s'est déroulée le 15 juin 1878. L'ancienne gare fut construite entre 1877 et 1878. Avec le début du percement du premier tunnel du Simplon en 1898, les déblais du tunnel seront utilisés pour élever le terrain sur lequel sera construite la nouvelle gare de Brigue, mise en service le 1er juillet 1905. La première gare, située en face de la nouvelle gare fut détruite,. Cette même année, un dépôt pour quinze locomotives fut construit.
Dès 1907, de nouveaux quais sont construits pour permettre la mise en service en 1911, de la nouvelle ligne de chemin de fer du Lötschberg. La place au sud de la gare, devant le bâtiment voyageurs, fut aménagée en 1915 en même temps que la construction d'une gare initiant la ligne ferroviaire Furka-Oberalp. Elle fut réaménagée une deuxième fois, en 1930, pour l'adaptation de la gare au prolongement de la ligne Zermatt-Viège jusqu'à Brigue.  
En 1961, le Conseil d'administration des CFF vote un crédit d'agrandissement de la gare internationale de Brigue. Un nouvel agrandissement de la gare a été réalisé en 1993 tandis que les quais ont été rehaussés en 2002.
En 2010, le bâtiment voyageurs de la gare de Brigue a été entièrement rénové et l’ancienne annexe sud a été démolie et remplacée par un nouvel édifice.
À partir du 25 octobre 2015, la commande des 180 aiguilles, des 130 signaux et des 200 signaux nains de la gare CFF est assurée par le BLS depuis Spiez, par un nouvel appareil d’enclenchement électronique.

## Service des voyageurs

### Desserte
| Origine                   | Arrêt précédent | Train | Train      | Train | Arrêt suivant                   | Destination                          |
| ------------------------- | --------------- | ----- | ---------- | ----- | ------------------------------- | ------------------------------------ |
| Genève                    | Sion            |       | EC         |       | Domodossola                     | Milan-Centrale ou Venise-Santa-Lucia |
| Bâle                      | Viège           |       | EC         |       | Domodossola                     | Milan-Centrale                       |
| Bâle                      | Viège           |       | IC         |       | Terminus ou Domodossola         | Terminus ou Domodossola              |
| Genève-Aéroport           | Viège           |       | IR         |       | Terminus                        | Terminus                             |
| Terminus                  | Terminus        |       | IR         |       | Domodossola                     | Domodossola                          |
| Saint-Gingolph ou Monthey | Viège           |       | RER Valais |       | Terminus                        | Terminus                             |
| Berne ou Spiez            | Lalden          |       | RE         |       | Terminus ou Iselle di Trasquera | Terminus ou Domodossola              |

### Intermodalité
La gare de Brigue est desservie par l'ensemble des autocars interurbains du réseau CarPostal desservant l'arrêt Brig, Bahnhof également en correspondance avec la gare de Brig Bahnhofplatz. Elle est desservie par les lignes no 511 en direction de Viège et Saas-Fee, 621 en direction de Viège par Eyholz, 622 en direction de Viège par Brigerbad, 623 vers Naters et Mund, 624 vers Naters et Blatten, 631 vers Iselle et Domodossola par le col du Simplon et 632 vers Termen et Ried-Brig.
Elle est également desservie par les quatre lignes du bus urbain local Brigue-Glis–Naters–Bitsch, à savoir la ligne 1 vers Naters et Bitsch, la ligne 2 vers Gils ainsi que les lignes 3 et 4 dans Brigue.